# Father and Scout
Father and Scout (titulada Padre y scout en Hispanoamérica y Loco campamento con papá en España) es una película para televisión estadounidense de 1994 dirigida por Richard Michaels. Fue protagonizada por Bob Saget, Brian Bonsall, Heidi Swedberg, Stuart Pankin, David Graf, Troy Evans, Brian Levinson, Chachi Pittman, Ryan Holinan, Steven Kavner. La película se estrenó el 15 de octubre de 1994 a través de la cadena ABC. 

## Sinopsis
Un padre (Bob Saget) y su hijo de 10 años (Brian Bonsall) van en un viaje de campamento. Aunque las travesuras del padre resultan vergonzosas, la experiencia resulta beneficiosa para la relación de ambos.

## Reparto
- Bob Saget - Spencer Paley
- Brian Bonsall - Michael Paley
- Heidi Swedberg - Donna Paley
- Stuart Pankin - Aaron
- David Graf - Chet
- Troy Evans - Jefe de los scouts
- Brian Levinson - Brent
- Chachi Pittman - Chip
- Ryan Holinan - Nolan
- Steven Kavner - Padre de Spencer

- Datos: Q1156973